# 沿菊書店
23°33′49″N 119°33′39″E / 23.5635532°N 119.5608842°E
沿菊書店是一間位於台灣澎湖的獨立書店，於2022年开业。由澎湖縣政府委託旅遊入口網站「沿著菊島去旅行」經營，座落於馬公市篤行十村保留的歷史眷村園區內。书店以二棟活化改造的眷村建築、分別以「島讀館」與「文創館」為主題，目標藏書近2,000本。書店創辦人高世澤表示，自己30年前便想開一家澎湖的書店，如今“終於圓夢”，且希望将書店进一步“打造成为澎湖的藝文空間平台」。
沿菊書店主要在藝文活動、文創市集、閱讀導覽等領域投入资金，曾在中华民国文化部112年度（2023年）全國實體書店發展獎助中獲得第二高金額補助，该补助资金奠定了其藝文推廣等事業活動的基礎。

## 外部連結
- 沿菊書店的Facebook專頁
- 不是澎湖人也砸錢當會員！PTT版主開「沿菊書店」搶救世代文化 （页面存档备份，存于）